# Chiesa di Santa Maria delle Grazie (Ururi)
La chiesa di Santa Maria delle Grazie è la parrocchiale di Ururi, in provincia di Campobasso e diocesi di Termoli-Larino; fa parte della zona pastorale di Larino-Campomarino.

## Storia
L'esistenza del monastero e della chiesa di Santa Maria di Aurole è certificata a partire dall'XI secolo, con la prima citazione contenuta in un atto di donazione del conte Roberto I di Loritello.
Nel 1718 iniziò la costruzione della nuova chiesa di Santa Maria delle Grazie; l'edificio, realizzato anche grazie a un lascito di 400 ducati da parte del vescovo di Larino Carlo Maria Pianetti, venne portato a termine nel 1730 e consacrato dal vescovo Giovanni Andrea Tria il 10 settembre del medesimo anno.
L'evento sismico dell'estate del 1805 provocò alla chiesa danni molto gravi, che furono sanati in occasione di un ampliamento a tre navate dell'edificio, condotto a più riprese tra gli anni dieci e anni quaranta di quel secolo.
Giudicata pericolante in seguito al terremoto del 1930, la struttura fu chiusa al culto fino all'autunno del 1956, allorché, terminate le dovute riparazioni, venne riaperta.
Il 7 dicembre 1961 la cupola del campanile, colpita da una folgore, cadde sulla navata occidentale della chiesa, che fu però prontamente risistemata; tuttavia, già il 21 agosto di quell'anno un nuovo sisma lesionò in maniera gravissima l'intero edificio, che per i successivi trentasette anni rimase chiuso e che appena nel marzo del 1999 poté essere restituito ai fedeli e all'attività pastorale dopo lunghi e laboriosi restauri.
Negli anni novanta si procedette all'esecuzione dell'adeguamento liturgico secondo le norme postconciliari.

## Descrizione

### Esterno
La facciata a salienti della chiesa, rivolta a meridione, è suddivisa da cornici marcapiano in registri: quello inferiore presenta centralmente il portale maggiore e ai lati i due ingressi secondari e altrettanti oculi, mentre quello superiore è caratterizzato da una finestra e da due nicchie con statue e sormontato da un registro attico a sua volta coronato dal frontoncino triangolare.
Annesso alla parrocchiale è il campanile a base quadrata, la cui cella presenta su ogni lato una monofora ed è coronata dalla cupola a cipolla poggiante sul tamburo ottagonale.

### Interno
L'interno dell'edificio si compone di tre navate, separate da pilastri sorreggenti degli archi a tutto sesto e abbelliti da lesene, sopra le quali corre la trabeazione modanata e aggettante su cui si impostano le volte a crociera; al termine dell'aula si sviluppa il presbiterio, rialzato di alcuni gradini, ospitante l'altare rivolto verso l'assemblea e chiuso dalla parete di fondo piatta.